# Арценталес
Арценталес, Арсенталес (баск. Artzentales (офіційна назва), ісп. Arcentales) — муніципалітет в Іспанії, у складі автономної спільноти Країна Басків, у провінції Біская. Населення — 712 осіб (2009).
Муніципалітет розташований на відстані близько 320 км на північ від Мадрида, 25 км на захід від Більбао.
На території муніципалітету розташовані такі населені пункти: (дані про населення за 2009 рік)
- Горголас: 63 особи
- Сан-Мігель-де-Лінарес: 191 особа
- Санта-Крус: 85 осіб
- Траславінья: 291 особа
- Траслосерос: 82 особи

## Демографія
Динаміка населення (INE ):

## Галерея зображень

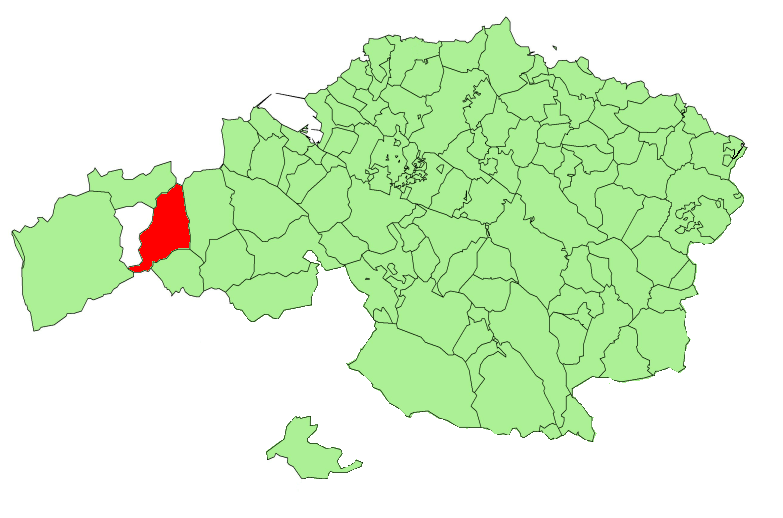
Розташування муніципалітету
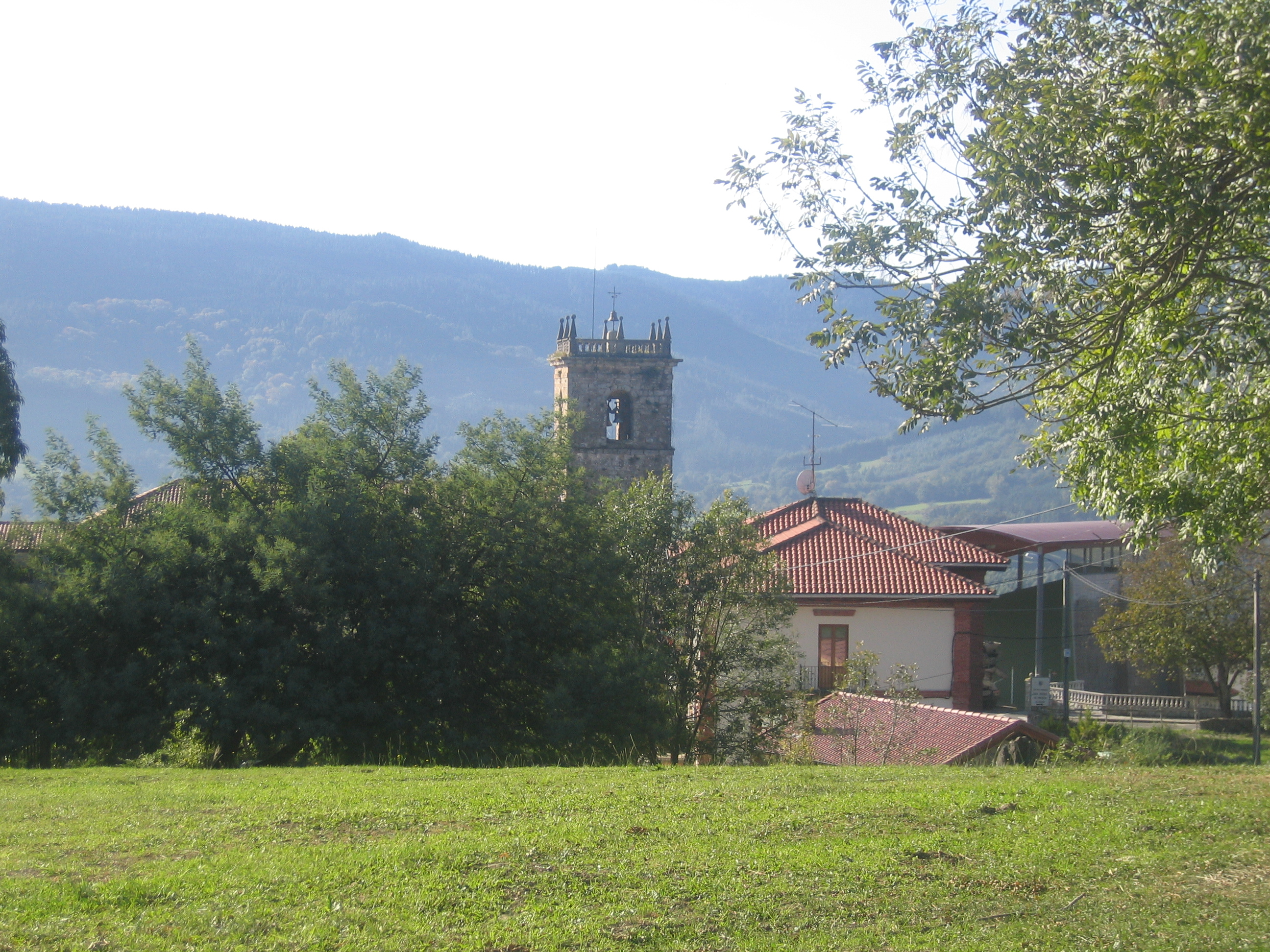
Сан-Мігель-де-Лінарес